# Lobsang Sangay
Lobsang Sangay (Darjeeling, 10 maart 1968) is een Tibetaans politicus. Op 27 april 2011 werd hij gekozen tot kalön tripa (premier) van de Tibetaanse regering in ballingschap. Omdat de veertiende dalai lama tegelijkertijd zijn politieke verantwoordelijkheid neerlegde, werd hij hiermee de eerste democratisch gekozen leider van de Tibetanen.

## Levensloop
Sangay woonde nooit in Tibet; zijn vader vluchtte in 1959 naar India, het jaar waarin de Tibetaanse opstand plaatsvond en ook de dalai lama het land ontvluchtte. Hij is hiermee de eerste kalön tripa die buiten Tibet werd geboren. Hij ging naar de middelbare school in Darjeeling en behaalde twee bachelorgraden in rechtsgeleerdheid aan de Universiteit van Delhi.
Met een studiebeurs van het Fulbright-programma vertrok hij naar de Harvard Law School. Hier behaalde hij in 1995 de titel meester in de rechten. In 2004 verkreeg hij de doctorsgraad met zijn proefschrift Democracy in Distress: Is Exile Polity a Remedy? A Case Study of Tibet's Government-in-exile. Zijn proefschrift werd verder beloond met de Yong K. Kim Prize, die jaarlijks aan studenten wordt uitgereikt voor het best geschreven stuk in de bevordering van onderling begrip tussen de Verenigde Staten en Oost-Azië.
Sangay is voorstander van de politieke koers van de middenweg, die door de dalai lama werd ingeslagen. Dit wil zeggen een betekenisvolle autonome status van de Tibetaanse Autonome Regio binnen de grondwet van de Volksrepubliek China.
Op 27 april 2011 werd hij met een meerderheid van 55% van de stemmen gekozen tot kalön tripa (premier) van de Tibetaanse regering in ballingschap. Zijn tegenstanders in de verkiezingen waren Tashi Wangdi en Tenzin Namgyal Tethong. Omdat de veertiende dalai lama een maand eerder aankondigde dat hij zijn politieke verantwoordelijkheid neerlegde, werd hij hiermee de eerste democratisch gekozen leider van de Tibetanen. De dalai lama is wel aangebleven in zijn rol als spiritueel leider. Sangay trad in functie op 8 augustus 2011.